# Franco Ambrogio
Franco Ambrogio (Rogliano, 18 dicembre 1942) è un politico italiano.

## Biografia
Da studente nel 1960 aveva aderito al PCI di cui nel 1968 fu eletto segretario provinciale di Cosenza e componente il Comitato Centrale.
Eletto consigliere comunale di Cosenza nel 1965, viene rieletto nel 1970. Nel 1975 è eletto consigliere regionale e nel 1976 è eletto per la prima volta deputato alla Camera; sarà rieletto nel 1979 e nel 1983. Segretario regionale del PCI in Calabria dal 1970 al 1980. Vice-responsabile della commissione meridionale della direzione del PCI dal 1980 al 1983. Alla Camera dei deputati è stato componente delle commissioni affari costituzionali e bilancio e della commissione bicamerale per il Mezzogiorno. Il centro della sua attività sono stati il meridionalismo e il rinnovamento politico, culturale e organizzativo della sinistra e del PCI.
Ha pubblicato numerosi articoli e saggi su giornali, quotidiani e riviste nazionali. Dal 2006 al 2011 è stato vice-sindaco della città di Cosenza.
Ha pubblicato nel 2005 il libro intervista La Calabria e la politica, con la casa editrice Rubbettino, insieme al giornalista Filippo Veltri. Nel 2018 è uscito il libro "Venti di Speranza", La  Calabria fra guerra e ricostruzione, con la prefazione di Rosario Villari, Ed. Rubbettino. Nel 2022 è uscito Franco Ambrogio con Filippo Veltri, Regioni 50 anni di fallimenyi, Ed. Rubbettino.